# Obsidian (jeu vidéo, 1996)
Pour les articles homonymes, voir Obsidian.
Pour le jeu vidéo de 1986, voir Obsidian (jeu vidéo, 1986).
Obsidian est un jeu vidéo de type Walking simulator développé par Rocket Science Games et édité par SegaSoft, sorti en 1996 sur Windows et Mac.

## Accueil
- Adventure Gamers : 3/5[1]
- Computer Gaming World : 4/5[2]
- PC Gamer US : 83 %[3]
- PC Gamer UK : 60 %[4]